# Eugeen Jacobs
Eugène (Eugeen) Jacobs (Schilde, 13 januari 1919 - Deurne 21 februari 1998) was een Belgisch wielrenner en veldrijder. 

## Carrière
Jacobs was beroepsrenner van 1940 tot 1956. Hij werd tweemaal Belgisch kampioen veldrijden, met name in 1942 en 1943.

## Erelijst
1942
- GP Heist-op-den-Berg
- Belgisch Kampioen Veldrijden

1943
- Belgisch Kampioen Veldrijden

1944
- Criterium van Sint-Niklaas

1946
- Criterium van Peer